# Liste der Singles in den Billboard-Charts (1944)
Die Liste der Singles in den Billboard-Charts (1944) ist eine vollständige Liste der Songs, die sich im Kalenderjahr 1944 in den von Billboard veröffentlichten Charts der USA platzieren konnten. Als Neuerung wurde neben den seit 1940 etablierten Verkaufscharts ab dem 19. Februar 1944 eine zusätzliche wöchentliche Liste für die erfolgreichsten Songs nach Jukebox-Einnahmen eingeführt.
Bei der Aufstellung ist zu beachten, dass sich in den Billboard-Charts A- und B-Seite eines Tonträgers auch einzeln platzieren konnten; in diesem Fall werden sie in dieser Liste entsprechend separat aufgeführt. Die Angaben zur Anzahl der Wochen sowie der Bestplatzierung entsprechen dem Zeitrahmen des jeweiligen Kalenderjahres und bilden somit nur eine Teilstatistik ab. Im Jahr 1944 platzierten sich insgesamt 132 Songs.

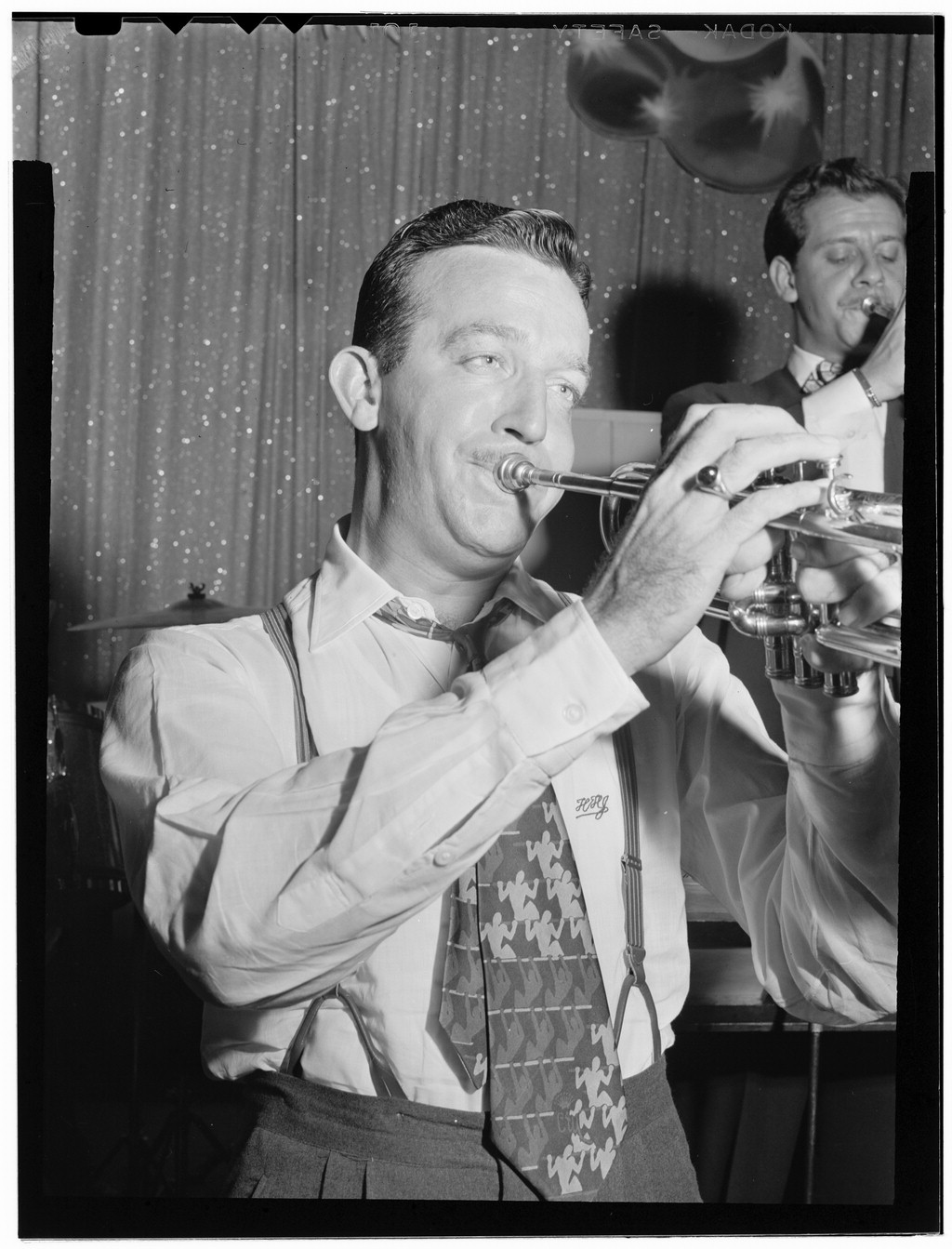
Harry James bei der Probe zur Coca Cola Radio Show, New York, zwischen 1946 und 1948, Bild: William P. Gottlieb

1944 waren die großen Bigbands der Swingära zwar nicht mehr auf den vordersten Plätzen der US-Charts vertreten; die landesweit bekannten Orchester von Charlie Barnet, Jimmy & Tommy Dorsey, Benny Goodman, Jimmie Lunceford, Glenn Miller und Artie Shaw waren aber immer noch im Geschäft; vertreten in den Charts waren auch das Casa Loma Orchestra, Earl Hines and His Orchestra, Woody Herman and His Orchestra und Cootie Williams and His Orchestra sowie die Bands von Cab Calloway, Lionel Hampton, Lucky Millinder, Stan Kenton, Louis Prima und Freddie Slack. Ausnahmen blieben bei den Hit-Platzierungen die Position 1 für den Oldie „I’ll Get By (As Long as I Have You)“ von Harry James von 1941.
Erfolgreicher waren nun kleine Combos, wie das Trio des Pianisten und Sängers Nat „King“ Cole („Straighten Up and Fly Right“, Capitol), Louis Jordan & His Tympani Five („G. I. Jive“, Decca) vor allem jedoch die Vokal-Solisten und Ensembles wie Bing Crosby („Swinging on a Star“), die Andrews Sisters („Don't Fence Me In“, mit Bing Crosby), Ella Mae Morse, Ella Fitzgerald und die Ink Spots („Into Each Life Some Rain Must Fall“), die Mills Brothers („You Always Hurt the One You Love“), das Vokalquartett Merry Macs mit „Mairzy Doats“ (#1), Judy Garland („The Trolley Song“) und Dinah Shore („I’ll Walk Alone“).
Als Perry Como seinen ersten Vertrag mit RCA Victor unterzeichnete, war dies während des Streiks der Musiker von 1942 bis 1944, auch als American Federation of Musicians Recording ban bekannt. Sänger wie Crosby, Frank Sinatra und Como, die nicht Mitglieder der Musikergewerkschaft waren, blieben von dem Aufnahmeverbot unberührt. So wurden Como und andere Sänger zwar bei Live-Auftritten oder Rundfunk-Shows von Musikern begleitet, nicht so im Plattenstudio. Ein Weg, den damals die Plattenindustrie gefunden hatte, um das Problem zu umgehen, bestand darin, die Bands durch verschiedene Vokalgruppen zu ersetzen, die bei Aufnahmen zur Verfügung standen.
Das Aufnahmeverbot in der Kriegszeit, (1948 gefolgt von einem weiteren Streik) hatte Rekordverkäufe der Musikindustrie vereitelt. Das Schallplatten kaufende Publikum war frustriert, was noch verschärft wurde durch den Streit über die Aufnahmetechnik zwischen Columbia Records und RCA Victor. Die zunehmend von Hollywood dominierte Musikindustrie zog es vor, die nicht-Swing-beeinflusste Musik zu fördern. Schließlich, zwei Tage nach den Präsidentschaftswahlen in den Vereinigten Staaten 1944 und fast 27 Monate nach Beginn des Aufnahmeverbots, kapitulierten RCA und Columbia und unterzeichneten den Vertrag über die Lizenzgebühren. Mit dem Ende des Zweiten Weltkrieges trat die Musikindustrie in eine neue Ära des Wohlstands ein. 1945 verkaufte man 165.000.000 Schallplatten, bis 1946 waren es 275.000.000, und die Produktion von 1947 betrug 350.000.000.

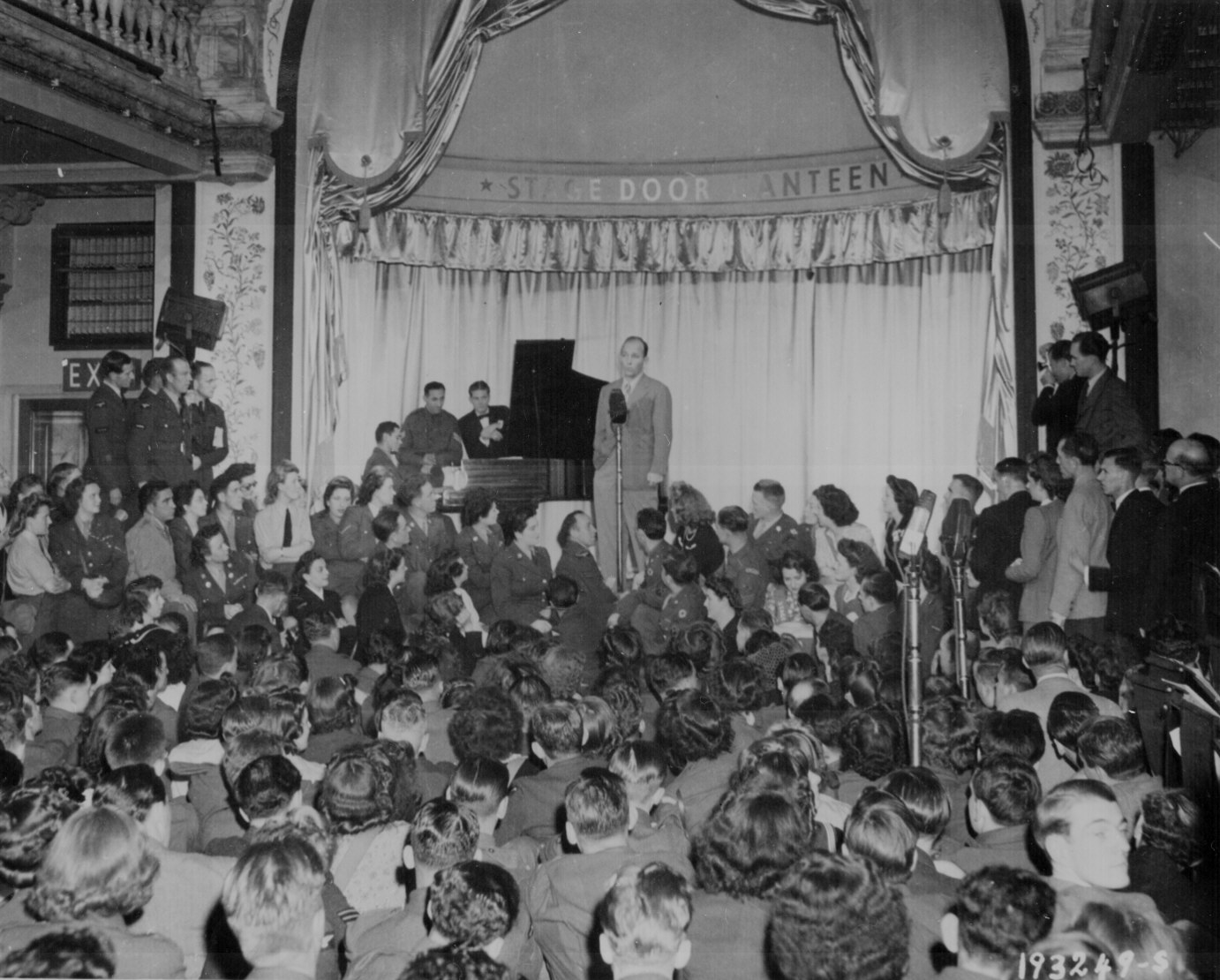
Bing Crosby bei einem Auftritt im Rahmen der Truppenbetreuung im August 1944 in London

Nach Pearl Harbor stürzten sich die Songschreiber der Tin Pan Alley darauf, den Great American War Song zu schreiben – ein Over There für den Zweiten Weltkrieg. Die beliebtesten Songs waren jedoch weiterhin romantische Balladen, Escape-Melodien oder Novelty Songs. Um dem abzuhelfen, schuf die Bundesregierung das National Wartime Music Committee, eine Beratergruppe des Office of War Information (OWI), die „richtige“ Kriegslieder sowie Tipps zum Schreiben und Schreiben von Texten vorstellte. Das Musikgeschäft bildete auch ein eigenes Musikkriegskomitee, um Kriegslieder zu promoten.
Bereits als klar wurde, dass die Vereinigten Staaten in den Zweiten Weltkrieg eintreten würden, war der Patriotismus in der Bevölkerung stark und beeinflusste die Popkultur, einschließlich der Musikindustrie. Bereits 1938 hatte Kate Smith eine Version von Irving Berlins Song God Bless America veröffentlicht, der die Charts anführte und 1940 und 1942 erneut veröffentlicht wurde. Künstler wie die Andrews Sisters und Bing Crosby veröffentlichten Songs, die sich auf Militär und Krieg bezogen, wie den 1941 Boogie Woogie Bugl„“e Boy und 1943 Shoo-Shoo Baby sowie Crosbys I’ll Be Home for Christmas. Viele Songs bezogen sich direkt auf den Krieg wie Sammy Kayes Remember Pearl Harbor aus dem Jahr 1942 oder Johnny Mercers G.I. Jive aus dem Jahr 1944. Wenn sie sich nicht direkt auf den weltweiten Konflikt bezogen, deuteten die Lieder des Kriegszeit oft auf ein Gefühl von Verlust und Sehnsucht an und konzentrierten sich auf die Entfernung zwischen Liebhabern und das Warten auf die Soldaten, um nach Hause zurückzukehren. Einer der populärsten Songs dieser Art war „I’ll Be Seeing You“ von Shirley Temple, aus dem gleichnamigen Filmdrama von William Dieterle; weitere Beispiele hierfür sind  I'll Walk Alone (1944) von Dinah Shore und Till Then der Mills Brothers. Andere Songs konzentrierten sich darauf, eine hohe Moral zu fördern, indem sie zu einer optimistischen Stimmung beitrugen oder den Feind satirisch zu bekämpften, wie im Lied Der Fuehrer's Face (1943) von Spike Jones & His City Slickers oder Kay Kyser mit seinen Songs Praise the Lord und Pass the Ammunition aus demselben Jahr. Viele dieser Lieder waren damals auch in Kriegsfilmen zu sehen, die sehr beliebt waren.

## Tabelle
| Interpret                                                                                         | Titel Autor(en) | Charteinstieg         | Wochen | HP | Labelnummer      | Bemerkungen |
| ------------------------------------------------------------------------------------------------- | --- | --------------------- | ------ | -- | ---------------- | --- |
| The Andrews Sisters with Vic Schoen & his Orchestra                                               | Shoo-Shoo Baby (From Universal-Picture "Three Cheers For The Boys") Phil Moore                                                 | 01.01.1944            | 15     | 2  | Decca 18 572     | Version des Stückes aus der Universal-Produktion Follow the Boys; in der Filmversion wurden die Andrews Sisters von Freddie Slack begleitet. |
| The Andrews Sisters with Vic Schoen & his Orchestra                                               | Shoo-Shoo Baby (From Universal-Picture "Three Cheers For The Boys") Phil Moore                                                 | 19.02.1944 (Juke Box) | 7      | 4  | Decca 18 572     | Version des Stückes aus der Universal-Produktion Follow the Boys; in der Filmversion wurden die Andrews Sisters von Freddie Slack begleitet. |
| The Andrews Sisters with Vic Schoen & his Orchestra                                               | Straighten Up And Fly Right Nat King Cole, Irving Mills                                                                        | 24.06.1944 (Juke Box) | 12     | 8  | Decca 18 606     | |
| Kay Armen & the Balladiers                                                                        | How Sweet You Are (From Warner Bros.-Picture "Thank Your Lucky Stars") Arthur Schwartz, Frank Loesser                          | 22.01.1944            | 1      | 10 | Decca 18 566     | Version des Stückes aus der Warner Bros.-Produktion Thank Your Lucky Stars. In dem Film wird die „süßliche Ballade“ vorgetragen von Dinah Shore und Chorbegleitung. |
| Billy Butterfield & his Orchestra, Vocal: Margaret Whiting                                        | My Ideal Leo Robin, Richard A. Whiting, Newell Chase                                                                           | 19.02.1944 (Juke Box) | 1      | 18 | Capitol 134      | |
| Perry Como with Mixed Chorus                                                                      | I Love You (From The Musical Production "Mexican Hayride") Cole Porter                                                         | 20.05.1944 (Juke Box) | 1      | 16 | Victor 20-1569   | Version des Stückes aus dem von Michael Todd produzierten Broadway-Musical Mexican Hayride (1944). |
| Perry Como with Mixed Chorus                                                                      | Lili Marlene Phil Park, Mack David                                                                                             | 16.09.1944 (Juke Box) | 2      | 13 | Victor 20-1592   | US-Version des 1939 veröffentlichten Soldatenliedes Lili Marleen. |
| Perry Como with Mixed Chorus                                                                      | Long Ago (and Far Away) (From the Columbia-Film "Cover Girl") Ira Gershwin, Jerome Kern                                        | 20.05.1944            | 3      | 8  | Victor 20-1569   | B-Seite von I Love You (From The Musical Production "Mexican Hayride"); Version des Stückes aus der Columbia-Produktion Es tanzt die Göttin. Nach kleineren Hits mit „Long Ago and Far Away“, „I’m Gonna Love That Gal“ und „If I Loved You“ gelang dem Sänger im folgenden Jahr der Durchbruch mit dem Nummer-eins-Hit „Till the End of Time“.                                                       |
| Perry Como with Mixed Chorus                                                                      | Long Ago (and Far Away) (From the Columbia-Film "Cover Girl") Ira Gershwin, Jerome Kern                                        | 06.05.1944 (Juke Box) | 7      | 8  | Victor 20-1569   | B-Seite von I Love You (From The Musical Production "Mexican Hayride"); Version des Stückes aus der Columbia-Produktion Es tanzt die Göttin. Nach kleineren Hits mit „Long Ago and Far Away“, „I’m Gonna Love That Gal“ und „If I Loved You“ gelang dem Sänger im folgenden Jahr der Durchbruch mit dem Nummer-eins-Hit „Till the End of Time“.                                                       |
| Bing Crosby with John Scott Trotter & his Orchestra                                               | Amor (Featured in MGM-Picture "Broadway Rhythm") Gabriel Ruiz, Sunny Skylar                                                    | 08.07.1944            | 7      | 4  | Decca 18 608     | Version des Stückes aus der MGM-Produktion Broadway Rhythm (1944, Regie Roy Del Ruth), mit George Murphy, Ginny Simms und Charles Winninger in den Hauptrollen. |
| Bing Crosby with John Scott Trotter & his Orchestra                                               | Amor (Featured in MGM-Picture "Broadway Rhythm") Gabriel Ruiz, Sunny Skylar                                                    | 08.07.1944 (Juke Box) | 16     | 2  | Decca 18 608     | Version des Stückes aus der MGM-Produktion Broadway Rhythm (1944, Regie Roy Del Ruth), mit George Murphy, Ginny Simms und Charles Winninger in den Hauptrollen. |
| Bing Crosby with John Scott Trotter & his Orchestra                                               | I Love You (From Michael Todd's "Mexican Hayride") Cole Porter                                                                 | 22.04.1944            | 14     | 1  | Decca 18 595     | Version des Stückes aus dem von Michael Todd produzierten Broadway-Musical Mexican Hayride (1944). |
| Bing Crosby with John Scott Trotter & his Orchestra                                               | I Love You (From Michael Todd's "Mexican Hayride") Cole Porter                                                                 | 22.04.1944 (Juke Box) | 17     | 1  | Decca 18 595     | Version des Stückes aus dem von Michael Todd produzierten Broadway-Musical Mexican Hayride (1944). |
| Bing Crosby with John Scott Trotter & his Orchestra                                               | I'll Be Home for Christmas (If Only in My Dreams) Walter Kent, Kim Gannon, Buck Ram                                            | 01.01.1944            | 2      | 3  | Decca 18 570     | In der Hauptphase des Zweiten Weltkriegs reflektierte der Songtext die Sehnsüchte der Kriegsteilnehmer und ihrer Angehörigen: I'll be home for Christmas, You can count on me. |
| Bing Crosby with John Scott Trotter & his Orchestra                                               | I’ll Be Seeing You Sammy Fain, Irving Kahal                                                                                    | 27.05.1944            | 19     | 1  | Decca 18 595     | B-Seite von I Love You. „Als Bing Crosby Anfang 1944 das bereits beliebte Lied „I'll Been Seing You“ aufnahm, weckte sein schöner Bariton für so viele Menschen bittersüßen Trost, dass das Lied die Nummer eins erreichte und dort vier Wochen blieb.“ |
| Bing Crosby with John Scott Trotter & his Orchestra                                               | I’ll Be Seeing You Sammy Fain, Irving Kahal                                                                                    | 29.04.1944 (Juke Box) | 24     | 1  | Decca 18 595     | B-Seite von I Love You. „Als Bing Crosby Anfang 1944 das bereits beliebte Lied „I'll Been Seing You“ aufnahm, weckte sein schöner Bariton für so viele Menschen bittersüßen Trost, dass das Lied die Nummer eins erreichte und dort vier Wochen blieb.“ |
| Bing Crosby with John Scott Trotter & his Orchestra                                               | Long Ago (and Far Away) (From Columbia-Picture "Cover Girl") Jerome Kern, Ira Gershwin                                         | 08.07.1944            | 4      | 5  | Decca 18 608     | B-Seite von Amor; Version des Stückes aus der Columbia-Produktion Es tanzt die Göttin, in dem er von Gene Kelly vorgestellt wird. |
| Bing Crosby with John Scott Trotter & his Orchestra                                               | Long Ago (and Far Away) (From Columbia-Picture "Cover Girl") Jerome Kern, Ira Gershwin                                         | 15.07.1944 (Juke Box) | 4      | 9  | Decca 18 608     | B-Seite von Amor; Version des Stückes aus der Columbia-Produktion Es tanzt die Göttin, in dem er von Gene Kelly vorgestellt wird. |
| Bing Crosby with John Scott Trotter & his Orchestra                                               | Poinciana (Song of the Tree) Neil Simon, Buddy Bernier                                                                         | 11.03.1944            | 5      | 5  | Decca 18 586     | Romantische Balladen wie eben „Poinciana“ waren weiterhin die beliebtesten Songs dieser Zeit. „Poinciana, deine Zweige sprechen zu mir von Liebe / Blasser Mond wirft Schatten von oben,“ sang Bing Crosby. |
| Bing Crosby with John Scott Trotter & his Orchestra                                               | Poinciana (Song of the Tree) Neil Simon, Buddy Bernier                                                                         | 04.03.1944 (Juke Box) | 14     | 3  | Decca 18 586     | Romantische Balladen wie eben „Poinciana“ waren weiterhin die beliebtesten Songs dieser Zeit. „Poinciana, deine Zweige sprechen zu mir von Liebe / Blasser Mond wirft Schatten von oben,“ sang Bing Crosby. |
| Bing Crosby with John Scott Trotter & his Orchestra                                               | San Fernando Valley Gordon Jenkins                                                                                             | 15.04.1944            | 12     | 2  | Decca 18 586     | B-Seite von Poinciana (Song of the Tree). Ein Song, den Gordon Jenkins für Roy Rogers geschrieben hatte, Hauptdarsteller in dem Westernfilm San Fernando Valley (1944, Regie John English). |
| Bing Crosby with John Scott Trotter & his Orchestra                                               | San Fernando Valley Gordon Jenkins                                                                                             | 25.03.1944 (Juke Box) | 21     | 1  | Decca 18 586     | B-Seite von Poinciana (Song of the Tree). Ein Song, den Gordon Jenkins für Roy Rogers geschrieben hatte, Hauptdarsteller in dem Westernfilm San Fernando Valley (1944, Regie John English). |
| Bing Crosby with John Scott Trotter & his Orchestra                                               | Too-Ra-Loo-Ra-Loo-Ral (That's an Irish Lullaby) (From Paramount-Picture "Going My Way") James Royce Shannon                    | 28.10.1944            | 8      | 4  | Decca 18 621     | Version des Stückes aus der Paramount-Produktion Der Weg zum Glück. Bing Crosby sang in der Verfilmung eine A-cappella-Version. |
| Bing Crosby with John Scott Trotter & his Orchestra                                               | Too-Ra-Loo-Ra-Loo-Ral (That's an Irish Lullaby) (From Paramount-Picture "Going My Way") James Royce Shannon                    | 28.10.1944 (Juke Box) | 9      | 5  | Decca 18 621     | Version des Stückes aus der Paramount-Produktion Der Weg zum Glück. Bing Crosby sang in der Verfilmung eine A-cappella-Version. |
| Bing Crosby with John Scott Trotter & his Orchestra & The Williams Brothers Quartet               | Swinging on a Star (From Paramount-Picture "Going My Way") Jimmy Van Heusen, Johnny Burke                                      | 17.06.1944            | 20     | 1  | Decca 18 597     | Version des Stückes aus der Paramount-Produktion Der Weg zum Glück. Der Song wurde 1945 mit dem Oscar für den besten Song ausgezeichnet. |
| Bing Crosby with John Scott Trotter & his Orchestra & The Williams Brothers Quartet               | Swinging on a Star (From Paramount-Picture "Going My Way") Jimmy Van Heusen, Johnny Burke                                      | 27.05.1944 (Juke Box) | 25     | 1  | Decca 18 597     | Version des Stückes aus der Paramount-Produktion Der Weg zum Glück. Der Song wurde 1945 mit dem Oscar für den besten Song ausgezeichnet. |
| Bing Crosby with Ken Darby Singers & John Scott Trotter & his Orchestra                           | White Christmas (From Paramount-Picture "Holiday Inn") Irving Berlin                                                           | 01.01.1944            | 1      | 9  | Decca 18 429     | Version des Stückes aus der Paramount-Produktion Musik, Musik (1942, Regie Mark Sandrich), in dem der Song von Bing Crosby und Martha Mears (als Gesangsdouble von Marjorie Reynolds) vorgestellt wird. |
| Bing Crosby with Ken Darby Singers & John Scott Trotter & his Orchestra                           | White Christmas (From Paramount-Picture "Holiday Inn") Irving Berlin                                                           | 16.12.1944 (Juke Box) | 2      | 8  | Decca 18 429     | Version des Stückes aus der Paramount-Produktion Musik, Musik (1942, Regie Mark Sandrich), in dem der Song von Bing Crosby und Martha Mears (als Gesangsdouble von Marjorie Reynolds) vorgestellt wird. |
| Bing Crosby & the Andrews Sisters with Vic Schoen & his Orchestra                                 | Don't Fence Me In (From Warner Bros.-Picture "Hollywood Canteen") Cole Porter                                                  | 25.11.1944            | 5      | 1  | Decca 23 364     | Version des Stückes aus der Warner Bros.-Produktion Hollywood Canteen. In der Filmversion sangen die Andrews Sisters unter der Begleitung von Jimmy Dorsey. |
| Bing Crosby & the Andrews Sisters with Vic Schoen & his Orchestra                                 | Don't Fence Me In (From Warner Bros.-Picture "Hollywood Canteen") Cole Porter                                                  | 25.11.1944 (Juke Box) | 5      | 1  | Decca 23 364     | Version des Stückes aus der Warner Bros.-Produktion Hollywood Canteen. In der Filmversion sangen die Andrews Sisters unter der Begleitung von Jimmy Dorsey. |
| Bing Crosby & the Andrews Sisters with Vic Schoen & his Orchestra                                 | Is You Is Or Is You Ain't (Ma' Baby) (From Universal-Picture "Follow The Boys") Billy Austin, Louis Jordan                     | 16.09.1944            | 10     | 2  | Decca 23 350     | Version des Stückes aus der Universal-Produktion Follow the Boys. Zu der fruchtbaren Karriere-Zusammenarbeit der Andrew Sisters mit Crosby gehörten neben „Is You Is or Is You Ain't (Ma' Baby?)“ auch „Pistol Packin’ Mama“, „Ac-Cent-Tchu-Ate the Positive“, „Down the Navajo Trail“, „The Three Caballeros“ und „Sparrow in the Tree Top“.                                                         |
| Bing Crosby & the Andrews Sisters with Vic Schoen & his Orchestra                                 | Is You Is Or Is You Ain't (Ma' Baby) (From Universal-Picture "Follow The Boys") Billy Austin, Louis Jordan                     | 09.09.1944 (Juke Box) | 13     | 5  | Decca 23 350     | Version des Stückes aus der Universal-Produktion Follow the Boys. Zu der fruchtbaren Karriere-Zusammenarbeit der Andrew Sisters mit Crosby gehörten neben „Is You Is or Is You Ain't (Ma' Baby?)“ auch „Pistol Packin’ Mama“, „Ac-Cent-Tchu-Ate the Positive“, „Down the Navajo Trail“, „The Three Caballeros“ und „Sparrow in the Tree Top“.                                                         |
| Bing Crosby & the Andrews Sisters with Vic Schoen & his Orchestra                                 | Pistol Packin’ Mama Al Dexter                                                                                                  | 01.01.1944            | 1      | 10 | Decca 23 277     | Im Januar 1944 veröffentlichte Billboard seine erste Chart über Country-Musik. In dieser Liste befand sich Bing Crosbys Aufnahme von „Pistol Packin’ Mama“. Das Lied war ein Remake oder „Cover“ des Al-Dexter-Hits, den Crosby mit den Andrew Sisters für Decca Records aufgenommen hatte. |
| Bing Crosby & the Andrews Sisters with Vic Schoen & his Orchestra                                 | (There'll Be A) Hot Time In The Town Of Berlin (When The Yanks Go Marching In) Sgt. Joe Bushkin, Pvt. John DeVries             | 23.09.1944 (Juke Box) | 14     | 1  | Decca 23 350     | B-Seite von Is You Is Or Is You Ain't (Ma' Baby). |
| Bing Crosby & Trudy Erwin with the Sportsmen Glee Club                                            | Oh! What a Beautiful Mornin’ (From Musical Production "Oklahoma") Richard Rodgers, Oscar Hammerstein II                        | 01.01.1944            | 2      | 6  | Decca 18 564     | Oh! What a Beautiful Mornin’ war die B-Seite von Bing Crosbys Version des Liebeslieds People Will Say We’re in Love. Die Vokalisten Trudy Erwin und The Sportsmen Glee Club fungierten als Bings Begleitensemble. |
| Bing Crosby & Trudy Erwin with the Sportsmen Glee Club                                            | People Will Say We're in Love (From Musical Production "Oklahoma") Richard Rodgers, Oscar Hammerstein II                       | 01.01.1944            | 3      | 4  | Decca 18 564     | People Will Say We’re in Love aus dem Rodgers und Hammerstein Musical Oklahoma! (1943) kam bei Variety auf Position 10 als größter Hit des Jahres 1943. Trudy Erwin und der Sportsmen Glee Club übernahmen den Begleitpart. |
| Xavier Cugat & his Waldorf-Astoria Orchestra, Vocal Chorus by Carmen Castillo                     | Amor Ricardo López Méndez, Gabriel Ruiz                                                                                        | 22.07.1944 (Juke Box) | 8      | 10 | Columbia 36 718  | Spanischsprachige Version. |
| Al Dexter & his Troopers with String Band                                                         | Pistol Packin’ Mama Al Dexter                                                                                                  | 08.01.1944            | 1      | 7  | Okeh 6708        | Pistol Packin’ Mama war ein Hit für Al Dexter & his Troopers, mit dem 1943 auch Bing Crosby und die Andrews Sisters – allerdings mit entschärftem Text – erfolgreich waren. |
| Jimmy Dorsey & his Orchestra                                                                      | Holiday For Strings David Rose                                                                                                 | 22.04.1944 (Juke Box) | 1      | 14 | Decca 18 593     | |
| Jimmy Dorsey & his Orchestra, Vocal Chorus by Bob Eberly                                          | My Ideal Leo Robin, Richard A. Whiting, Newell Chase                                                                           | 15.01.1944            | 4      | 8  | Decca 18 574     | My Ideal, eine Nummer aus den späten 1920er-Jahren, wurde in dieser Zeit auch von Glenn Miller, Hal McIntyre, Coleman Hawkins, Count Basie, Sonny Dunham, Boyd Raeburn und Don Byas gecovert. |
| Jimmy Dorsey & his Orchestra, Vocal Chorus by Bob Eberly                                          | My Ideal Leo Robin, Richard A. Whiting, Newell Chase                                                                           | 19.02.1944 (Juke Box) | 6      | 5  | Decca 18 574     | My Ideal, eine Nummer aus den späten 1920er-Jahren, wurde in dieser Zeit auch von Glenn Miller, Hal McIntyre, Coleman Hawkins, Count Basie, Sonny Dunham, Boyd Raeburn und Don Byas gecovert. |
| Jimmy Dorsey & his Orchestra, Vocal Chorus by Bob Eberly & Kitty Kallen                           | Bésame mucho (Kiss Me Much) Consuelo Velázquez, Sunny Skylar                                                                   | 15.01.1944            | 16     | 1  | Decca 18 574     | B-Seite von My Ideal. 1943/1944 kamen die ersten Coverversionen von Jimmy Dorsey und Abe Lyman auf den Markt, die sich, ebenso wie kurz darauf die Version von Andy Russell, gut in der Hitparade platzieren konnten. |
| Jimmy Dorsey & his Orchestra, Vocal Chorus by Bob Eberly & Kitty Kallen                           | Bésame mucho (Kiss Me Much) Consuelo Velázquez, Sunny Skylar                                                                   | 19.02.1944 (Juke Box) | 18     | 1  | Decca 18 574     | B-Seite von My Ideal. 1943/1944 kamen die ersten Coverversionen von Jimmy Dorsey und Abe Lyman auf den Markt, die sich, ebenso wie kurz darauf die Version von Andy Russell, gut in der Hitparade platzieren konnten. |
| Jimmy Dorsey & his Orchestra, Vocal Chorus by Bob Eberly & Kitty Kallen                           | Star Eyes (From MGM-Picture "I Dood It") Don Raye, Gene De Paul                                                                | 08.01.1944            | 13     | 3  | Decca 18 574     | B-Seite von They’re Either Too Young or Too Old, Version des Stückes aus der MGM-Produktion I Dood It; im Film übernahm Helen O’Connell den weiblichen Gesangspart. |
| Jimmy Dorsey & his Orchestra, Vocal Chorus by Bob Eberly & Kitty Kallen                           | Star Eyes (From MGM-Picture "I Dood It") Don Raye, Gene De Paul                                                                | 19.02.1944 (Juke Box) | 4      | 5  | Decca 18 574     | B-Seite von They’re Either Too Young or Too Old, Version des Stückes aus der MGM-Produktion I Dood It; im Film übernahm Helen O’Connell den weiblichen Gesangspart. |
| Jimmy Dorsey & his Orchestra, Vocal Chorus by Kitty Kallen                                        | They’re Either Too Young or Too Old (From Warner Bros.-Picture "Thank Your Lucky Stars") Arthur Schwartz, Frank Loesser        | 01.01.1944            | 5      | 3  | Decca 18 571     | Version des Stückes aus der Warner Bros.-Produktion Thank Your Lucky Stars, in dem ihn Bette Davis vorstellte. Tony Pastor nahm den Song 1943 für eine V-Disc auf; der Song war in dieser Zeit auch im Repertoire der Bands von Les Brown, Bob Crosby, Jan Garber und Jimmy Dorsey. |
| Jimmy Dorsey & his Orchestra, Vocal Chorus by Kitty Kallen                                        | They’re Either Too Young or Too Old (From Warner Bros.-Picture "Thank Your Lucky Stars") Arthur Schwartz, Frank Loesser        | 19.02.1944 (Juke Box) | 2      | 8  | Decca 18 571     | Version des Stückes aus der Warner Bros.-Produktion Thank Your Lucky Stars, in dem ihn Bette Davis vorstellte. Tony Pastor nahm den Song 1943 für eine V-Disc auf; der Song war in dieser Zeit auch im Repertoire der Bands von Les Brown, Bob Crosby, Jan Garber und Jimmy Dorsey. |
| Jimmy Dorsey & his Orchestra, Vocal Chorus by Kitty Kallen                                        | When They Ask About You Sam H. Stept                                                                                           | 01.04.1944            | 5      | 4  | Decca 18 582     | Der Titel wurde 1944 auch von Sonny Dunham, Tommy Dorsey, Count Basie und The Squadronaires eingespielt. |
| Jimmy Dorsey & his Orchestra, Vocal Chorus by Kitty Kallen                                        | When They Ask About You Sam H. Stept                                                                                           | 25.03.1944 (Juke Box) | 12     | 7  | Decca 18 582     | Der Titel wurde 1944 auch von Sonny Dunham, Tommy Dorsey, Count Basie und The Squadronaires eingespielt. |
| Tommy Dorsey & his Orchestra                                                                      | Boogie Woogie Pinetop Smith | 15.01.1944            | 2      | 5  | Victor 26 054    | Durch die Neuauflage von Dorseys Millionenhit von 1938 (#3) kam Boogie Woogie zum zweiten Mal in die Charts; den Boogie Woogie Klassiker hatte Dean Kinkaide für Orchester arrangiert und „trifft genau den leichten Swing, der Pinetops Spiel auszeichnet – und der manchem seiner schwerfälligen Nachfolger abging.“                                                                                |
| Tommy Dorsey & his Orchestra, Vocal Refrain by Frank Sinatra                                      | I’ll Be Seeing You Irving Kahal, Sammy Fain                                                                                    | 03.06.1944            | 8      | 5  | Victor 20-1574   | I’ll Be Seeing You, eine der populärsten Songs dieser Ära, wurde damals auch von Bing Crosby, Jo Stafford, Vera Lynn, Ilene Woods, Billie Holiday, Mildred Bailey und von Kay Kyser & The King Sisters gecovert. |
| Tommy Dorsey & his Orchestra, Vocal Refrain by Frank Sinatra                                      | I’ll Be Seeing You Irving Kahal, Sammy Fain                                                                                    | 10.06.1944 (Juke Box) | 16     | 7  | Victor 20-1574   | I’ll Be Seeing You, eine der populärsten Songs dieser Ära, wurde damals auch von Bing Crosby, Jo Stafford, Vera Lynn, Ilene Woods, Billie Holiday, Mildred Bailey und von Kay Kyser & The King Sisters gecovert. |
| Duke Ellington & his Famous Orchestra, Trumpet Solo by Cootie Williams                            | Do Nothin' till You Hear from Me Duke Ellington                                                                                | 05.02.1944            | 1      | 10 | Victor 20-1547   | Do Nothin’ ’till You Hear from Me, ursprünglich das Eröffnungsthema aus Concerto for Cootie, wurde zu einem von Ellingtons populärsten Songs. |
| Duke Ellington & his Famous Orchestra, Trumpet Solo by Cootie Williams                            | Do Nothin' till You Hear from Me Duke Ellington                                                                                | 19.02.1944 (Juke Box) | 6      | 10 | Victor 20-1547   | Do Nothin’ ’till You Hear from Me, ursprünglich das Eröffnungsthema aus Concerto for Cootie, wurde zu einem von Ellingtons populärsten Songs. |
| 5 Red Caps                                                                                        | I Learned A Lesson, I'll Never Forget Joe Davis                                                                                | 02.09.1944 (Juke Box) | 1      | 14 | Beacon 7120      | |
| Red Foley                                                                                         | Smoke on the Water Earl Nunn, Zeke Clements                                                                                    | 14.10.1944 (Juke Box) | 10     | 6  | Decca 6102       | Der Propagandasong thematisiert im Pop-Countrystil in drastischen Worten die Eroberung und Zerstörung der Achsenmächte. (There'll be smoke on the water on the land and the sea, when our Army and Navy overtakes the enemy...) |
| Helen Forrest with Toots Camarata & his Orchestra                                                 | Time Waits for No One (From Warner Bros.-Picture "Shine on Harvest Moon") Cliff Friend, Charlie Tobias                         | 05.08.1944            | 10     | 2  | Decca 18 600     | Version des Stückes aus der Warner Bros.-Produktion Shine On, Harvest Moon (1944) unter der Regie von David Butler, mit Ann Sheridan, Dennis Morgan und Jack Carson in den Hauptrollen. |
| Helen Forrest with Toots Camarata & his Orchestra                                                 | Time Waits for No One (From Warner Bros.-Picture "Shine on Harvest Moon") Cliff Friend, Charlie Tobias                         | 26.08.1944 (Juke Box) | 9      | 9  | Decca 18 600     | Version des Stückes aus der Warner Bros.-Produktion Shine On, Harvest Moon (1944) unter der Regie von David Butler, mit Ann Sheridan, Dennis Morgan und Jack Carson in den Hauptrollen. |
| Helen Forrest & Dick Haymes with Toots Camarata & his Orchestra                                   | Long Ago (and Far Away) (From Columbia Picture "Cover Girl") Jerome Kern, Ira Gershwin                                         | 06.05.1944            | 11     | 2  | Decca 23 317     | Version des Stückes aus der Columbia-Produktion Es tanzt die Göttin, in dem es von Gene Kelly und Martha Mears (als Gesangsdouble von Rita Hayworth) vorgetragen wird. |
| Helen Forrest & Dick Haymes with Toots Camarata & his Orchestra                                   | Long Ago (and Far Away) (From Columbia Picture "Cover Girl") Jerome Kern, Ira Gershwin                                         | 06.05.1944 (Juke Box) | 17     | 2  | Decca 23 317     | Version des Stückes aus der Columbia-Produktion Es tanzt die Göttin, in dem es von Gene Kelly und Martha Mears (als Gesangsdouble von Rita Hayworth) vorgetragen wird. |
| Helen Forrest & Dick Haymes with Victor Young & his Orchestra                                     | It Had to Be You (Featured In RKO-Picture "Show Business") Isham Jones, Gus Kahn                                               | 16.09.1944            | 5      | 4  | Decca 23 349     | Version des Stückes aus der RKO-Produktion Show Business (1944) unter der Regie von Edwin L. Marin, mit Eddie Cantor, George Murphy und Joan Davis in den Hauptrollen. |
| Helen Forrest & Dick Haymes with Victor Young & his Orchestra                                     | It Had to Be You (Featured In RKO-Picture "Show Business") Isham Jones, Gus Kahn                                               | 30.09.1944 (Juke Box) | 8      | 8  | Decca 23 349     | Version des Stückes aus der RKO-Produktion Show Business (1944) unter der Regie von Edwin L. Marin, mit Eddie Cantor, George Murphy und Joan Davis in den Hauptrollen. |
| Helen Forrest & Dick Haymes with Victor Young & his Orchestra                                     | Together (Featured in David O. Selznick-Production "Since You Went Away") B. G. DeSylva, Lew Brown, Ray Henderson              | 14.10.1944            | 9      | 3  | Decca 23 349     | B-Seite von It Had to Be You; Version des Stückes aus der Selznick-Produktion Als du Abschied nahmst. |
| Helen Forrest & Dick Haymes with Victor Young & his Orchestra                                     | Together (Featured in David O. Selznick-Production "Since You Went Away") B. G. DeSylva, Lew Brown, Ray Henderson              | 14.10.1944 (Juke Box) | 10     | 9  | Decca 23 349     | B-Seite von It Had to Be You; Version des Stückes aus der Selznick-Produktion Als du Abschied nahmst. |
| The Four King Sisters                                                                             | Milkman, Keep Those Bottles Quiet (From the MGM Film "Broadway Rhythm") Don Raye, Gene De Paul                                 | 24.06.1944 (Juke Box) | 3      | 13 | Bluebird 30-0824 | Version des Songs aus dem MGM-Musical Broadway Rhythm (1944) von Roy Del Ruth, der im Original von Nancy Walker und Ben Blue präsentiert wird. |
| The Four King Sisters with Male Chorus                                                            | It's Love-Love-Love Mack David, Joan Whitney, Alex Kramer                                                                      | 29.04.1944            | 4      | 4  | Bluebird 30-0822 | „If your heart goes bumpety bump / It's Love-Love-Love! / If your throat comes up with a lump / It's Love-Love-Love!“ |
| The Four King Sisters with Male Chorus                                                            | It's Love-Love-Love Mack David, Joan Whitney, Alex Kramer                                                                      | 15.04.1944 (Juke Box) | 11     | 6  | Bluebird 30-0822 | „If your heart goes bumpety bump / It's Love-Love-Love! / If your throat comes up with a lump / It's Love-Love-Love!“ |
| The Four King Sisters with Male Chorus                                                            | The Trolley Song (From the MGM Film "Meet Me in St. Louis") Hugh Martin, Ralph Blane                                           | 23.12.1944 (Juke Box) | 1      | 15 | Bluebird 30-0829 | Version des Songs aus dem MGM-Musical Meet Me in St. Louis (1944) von Vincente Minnelli, der im Original von Judy Garland präsentiert wird. |
| The Four King Sisters with Alvino Rey & his Orchestra                                             | I'll Get By (As Long As I Have You) Roy Turk, Fred E. Ahlert                                                                   | 29.04.1944 (Juke Box) | 4      | 12 | Bluebird 30-0821 | |
| Jan Garber & his Orchestra, Vocal by Bob Davis & Quintet                                          | My Heart Tells Me (From the 20th Century-Fox Film "Sweet Rosie O’Grady") Mack Gordon, Harry Warren                             | 19.02.1944 (Juke Box) | 2      | 14 | Hit 7070         | B-Seite von No Love, No Nothin; Version des Songs aus dem 20th Century-Fox-Technicolor-Musical Sweet Rosie O’Grady (1943) von Irving Cummings, der im Original von Betty Grable präsentiert wird. |
| Jan Garber & his Orchestra, Vocal by Liz Tilton                                                   | No Love, No Nothin' (From 20th Century-Fox Film "The Gang's All Here") Leo Robin, Harry Warren                                 | 19.02.1944 (Juke Box) | 1      | 17 | Hit 7070         | Version des Songs aus dem 20th Century-Fox-Musical The Gang’s All Here (1943) von Busby Berkeley, der im Original von Alice Faye präsentiert wird. |
| Jan Garber & his Orchestra, Vocal by Liz Tilton                                                   | Shoo-Shoo Baby Phil Moore | 19.02.1944 (Juke Box) | 2      | 12 | Hit 7069         | |
| Jan Garber & his Orchestra, Vocal by Liz Tilton                                                   | They're Either Too Young Or Too Old (From Warner Film "Thank Your Lucky Stars") Frank Loesser, Arthur Schwartz                 | 19.02.1944 (Juke Box) | 1      | 21 | Hit 7069         | B-Seite von Shoo-Shoo Baby; Version des Songs aus dem Warner Bros.-Musical Thank Your Lucky Stars (1943) von David Butler, der im Original von Dinah Shore präsentiert wird. |
| Judy Garland with Georgie Stoll & his Orchestra                                                   | No Love, No Nothin (From 20th Century-Fox-Picture "The Gang's All Here") Harry Warren, Leo Robin                               | 19.02.1944 (Juke Box) | 1      | 23 | Decca 18 584     | Version des Stückes aus der 20th Century-Fox-Produktion The Gang’s All Here von Busby Berkeley. |
| Judy Garland with Georgie Stoll & his Orchestra                                                   | The Trolley Song (From MGM-Picture "Meet Me in St. Louis") Hugh Martin, Ralph Blane                                            | 19.02.1944            | 1      | 10 | Decca 23 361     | Version des Stückes aus der MGM-Produktion Meet Me in St. Louis; die Filmversion erhielt 1945 eine Oscarnominierung für den besten Song. |
| Judy Garland with Georgie Stoll & his Orchestra                                                   | The Trolley Song (From MGM-Picture "Meet Me in St. Louis") Hugh Martin, Ralph Blane                                            | 02.12.1944 (Juke Box) | 4      | 8  | Decca 23 361     | Version des Stückes aus der MGM-Produktion Meet Me in St. Louis; die Filmversion erhielt 1945 eine Oscarnominierung für den besten Song. |
| Glen Gray & the Casa Loma Orchestra, Vocal Chorus by Eugenie Baird                                | My Heart Tells Me (Should I Believe My Heart?) (From 20th Century-Fox Picture "Sweet Rosie O’Grady") Harry Warren, Mack Gordon | 01.01.1944            | 15     | 1  | Decca 18 567     | Version des Stückes aus der 20th Century-Fox-Produktion Sweet Rosie O’Grady (1943, Regie Irving Cummings), in dem ihn Betty Grable vorstellte. My Heart Tells Me wurde 1943 auch von Harry James, Charlie Parker, Hal McIntyre und in London von Stéphane Grappelli gespielt. |
| Glen Gray & the Casa Loma Orchestra, Vocal Chorus by Eugenie Baird                                | My Heart Tells Me (Should I Believe My Heart?) (From 20th Century-Fox Picture "Sweet Rosie O’Grady") Harry Warren, Mack Gordon | 19.02.1944 (Juke Box) | 12     | 2  | Decca 18 567     | Version des Stückes aus der 20th Century-Fox-Produktion Sweet Rosie O’Grady (1943, Regie Irving Cummings), in dem ihn Betty Grable vorstellte. My Heart Tells Me wurde 1943 auch von Harry James, Charlie Parker, Hal McIntyre und in London von Stéphane Grappelli gespielt. |
| Glen Gray & the Casa Loma Orchestra, Vocal Chorus by Eugenie Baird                                | My Shining Hour (From RKO-Picture "The Sky's The Limit") Harold Arlen, Johnny Mercer                                           | 22.01.1944            | 4      | 4  | Decca 18 567     | Version des Stückes aus der RKO-Produktion The Sky’s the Limit; die Filmversion erhielt 1945 eine Oscarnominierung für den besten Song. |
| Glen Gray & the Casa Loma Orchestra, Vocal Chorus by Eugenie Baird                                | My Shining Hour (From RKO-Picture "The Sky's The Limit") Harold Arlen, Johnny Mercer                                           | 26.02.1944 (Juke Box) | 2      | 9  | Decca 18 567     | Version des Stückes aus der RKO-Produktion The Sky’s the Limit; die Filmversion erhielt 1945 eine Oscarnominierung für den besten Song. |
| Glen Gray & the Casa Loma Orchestra, Vocal Chorus by Eugenie Baird                                | Suddenly It's Spring (From Paramount Picture "Lady in the Dark") Jimmy Van Heusen, Johnny Burke                                | 27.05.1944 (Juke Box) | 5      | 12 | Decca 18 596     | Version des Stückes aus der Paramount-Produktion Die Träume einer Frau (1944) von Mitchell Leisen; der Filmscore von Robert Emmett Dolan erhielt 1945 eine Oscarnominierung in der Kategorie Beste Musik (Musical). |
| Phil Hanna with Leonard Joy & his Orchestra                                                       | A Fellow on a Furlough (Featured in Columbia Picture "Miss Bobby Socks") Bobby Worth                                           | 23.09.1944 (Juke Box) | 2      | 13 | Decca 4445       | Version des Stückes aus der Columbia-Produktion Meet Miss Bobby Socks (1944) von Glenn Tryon; der im Original von Bob Crosby präsentiert wird. |
| Erskine Hawkins (the Twentieth Century Gabriel) & his Orchestra, Vocal Refrain by Jimmy Mitchelle | Cherry Don Redman | 19.02.1944 (Juke Box) | 2      | 15 | Bluebird 30-0819 | |
| Dick Haymes with Emil Newman & his Orchestra                                                      | How Blue the Night (from 20th Century-Fox Picture "Four Jills in a Jeep") Jimmy McHugh, Harold Adamson                         | 08.07.1944 (Juke Box) | 8      | 11 | Decca 18 604     | Version des Songs aus der 20th Century-Fox-Produktion Four Jills in a Jeep (1944) von William A. Seiter; in der Filmversion wird Dick Haymes instrumental von Jimmy Dorsey begleitet. |
| Woody Herman & his Orchestra                                                                      | By the River of the Roses Joe Burke, Marty Symes                                                                               | 06.05.1944 (Juke Box) | 4      | 12 | Decca 18 578     | B-Seite von Do Nothin' till You Hear from Me. |
| Woody Herman & his Orchestra                                                                      | Do Nothin' till You Hear from Me Duke Ellington, Bob Russell                                                                   | 11.03.1944            | 2      | 9  | Decca 18 578     | Auch Woody Herman and His Orchestra coverten den Ellington-Song, der bald zu einem Jazzstandard werden sollte. Vokalist war der Bandleader; Dave Matthews der Arrangeur. |
| Woody Herman & his Orchestra                                                                      | Do Nothin' till You Hear from Me Duke Ellington, Bob Russell                                                                   | 19.02.1944 (Juke Box) | 11     | 7  | Decca 18 578     | Auch Woody Herman and His Orchestra coverten den Ellington-Song, der bald zu einem Jazzstandard werden sollte. Vokalist war der Bandleader; Dave Matthews der Arrangeur. |
| Woody Herman & his Orchestra                                                                      | Milkman, Keep Those Bottles Quiet (from MGM Picture "Broadway Rhythm") Don Raye, Gene De Paul                                  | 24.06.1944 (Juke Box) | 5      | 10 | Decca 18 603     | Weitere Version des Songs aus dem MGM-Musical Broadway Rhythm(1944) von Roy Del Ruth. |
| Woody Herman & his Orchestra, Vocal Chorus by Frances Wayne                                       | The Music Stopped (from R.K.O.-Picture "Higher and Higher") Jimmy McHugh, Harold Adamson                                       | 08.04.1944 (Juke Box) | 7      | 10 | Decca 18 577     | Version des Songs aus der RKO-Produktion Higher and Higher (1943) von Tim Whelan; die Filmversion wird von Frank Sinatra interpretiert. |
| Hildegarde with Harry Sosnik & his Orchestra                                                      | Suddenly It's Spring (from Paramount Picture "Lady in the Dark") Jimmy Van Heusen, Johnny Burke                                | 13.05.1944 (Juke Box) | 1      | 15 | Decca 23 297     | Weitere Version des Songs aus der Paramount-Produktion Die Träume einer Frau (1944) von Mitchell Leisen. |
| Hildegarde with Harry Sosnik & his Orchestra                                                      | They’re Either Too Young or Too Old (from Warner Bros.-Picture "Thank Your Lucky Stars") Arthur Schwartz, Frank Loesser        | 19.02.1944 (Juke Box) | 1      | 22 | Decca 23 291     | Weitere Version des Stückes aus der Warner Bros.-Produktion Thank Your Lucky Stars (1943) von David Butler. |
| Hildegarde with Harry Sosnik & his Orchestra & Male Chorus                                        | Lili Marlene Norbert Schultze, Hans Leip, Phil Park, Mack David                                                                | 09.09.1944 (Juke Box) | 1      | 16 | Decca 23 348     | Weitere US-Version des 1939 veröffentlichten Soldatenliedes Lili Marleen. |
| Tiny Hill & his Orchestra                                                                         | How Many Hearts Have You Broken (With Those Great Big Beautiful Eyes) Alvin Kaufman, Marty Sykes                               | 11.11.1944 (Juke Box) | 3      | 14 | Decca 4447       | |
| Betty Hutton with Paul Weston & his Orchestra                                                     | His Rocking Horse Ran Away (From Paramount-Picture "And the Angels Sing") Johnny Burke, Jimmy Van Heusen                       | 29.07.1944            | 7      | 7  | Capitol 155      | B-Seite von It Had to Be You; Version des Stückes aus der Paramount-Produktion And the Angels Sing (1944, Regie George Marshall), in dem ihn Betty Hutton auch vorstellt. |
| Betty Hutton with Paul Weston & his Orchestra                                                     | It Had To Be You (From Warner Bros.-Picture "The Roaring Twenties") Isham Jones, Gus Kahn                                      | 23.09.1944            | 2      | 5  | Capitol 155      | Version des Stückes aus der Warner Bros.-Produktion Die wilden Zwanziger (1939, Regie Raoul Walsh), in dem er von Priscilla Lane vorgestellt wurde. |
| Betty Hutton with Paul Weston & his Orchestra                                                     | It Had To Be You (From Warner Bros.-Picture "The Roaring Twenties") Isham Jones, Gus Kahn                                      | 26.08.1944 (Juke Box) | 9      | 8  | Capitol 155      | Version des Stückes aus der Warner Bros.-Produktion Die wilden Zwanziger (1939, Regie Raoul Walsh), in dem er von Priscilla Lane vorgestellt wurde. |
| The Ink Spots with Instrumental Accompaniment                                                     | Don't Believe Everything You Dream (From R.K.O.-Picture "Around the World") Jimmy McHugh, Harold Adamson                       | 15.04.1944 (Juke Box) | 3      | 15 | Decca 18 583     | Version des Stückes aus der RKO-Produktion Around the World (1943, Regie Allan Dwan), in dem er von Georgia Carroll und Harry Babbitt interpretiert wurde. |
| The Ink Spots with Instrumental Accompaniment                                                     | I'll Get By (As Long as I Have You) (Featured In MGM-Picture "A Guy Named Joe") Fred E. Ahlert, Roy Turk                       | 27.05.1944            | 3      | 7  | Decca 18 579     | Version des Stückes aus der MGM-Produktion Kampf in den Wolken, in dem er sowohl von Ward Bond (Harmonika) als auch von Irene Dunne dargeboten wird. |
| The Ink Spots with Instrumental Accompaniment                                                     | I'll Get By (As Long as I Have You) (Featured In MGM-Picture "A Guy Named Joe") Fred E. Ahlert, Roy Turk                       | 13.05.1944 (Juke Box) | 9      | 8  | Decca 18 579     | Version des Stückes aus der MGM-Produktion Kampf in den Wolken, in dem er sowohl von Ward Bond (Harmonika) als auch von Irene Dunne dargeboten wird. |
| The Ink Spots & Ella Fitzgerald                                                                   | Cow-Cow-Boogie (Cuma-Ti-Yi-Yi-Ay) Don Raye, Gene De Paul, Benny Carter                                                         | 18.03.1944 (Juke Box) | 7      | 10 | Decca 18 587     | |
| The Ink Spots & Ella Fitzgerald with Instrumental Accompaniment                                   | I'm Making Believe (From 20th Century-Fox-Picture "Sweet And Low-Down") James V. Monaco, Mack Gordon                           | 25.11.1944            | 5      | 1  | Decca 23 356     | Version des Stückes aus der 20th Century-Fox-Produktion Sweet and Low-Down. Der Song, bei dem sich Bill Kenny, Mitglied der Ink Spots und Fitzgerald abwechseln, wurde auch von den Three Suns, Hal McIntyre und Mark Warnow aufgenommen. |
| The Ink Spots & Ella Fitzgerald with Instrumental Accompaniment                                   | I'm Making Believe (From 20th Century-Fox-Picture "Sweet And Low-Down") James V. Monaco, Mack Gordon                           | 11.11.1944 (Juke Box) | 7      | 3  | Decca 23 356     | Version des Stückes aus der 20th Century-Fox-Produktion Sweet and Low-Down. Der Song, bei dem sich Bill Kenny, Mitglied der Ink Spots und Fitzgerald abwechseln, wurde auch von den Three Suns, Hal McIntyre und Mark Warnow aufgenommen. |
| The Ink Spots & Ella Fitzgerald with Instrumental Accompaniment                                   | Into Each Life Some Rain Must Fall Allan Roberts, Doris Fisher                                                                 | 16.12.1944            | 2      | 5  | Decca 23 356     | B-Seite von I'm Making Believe. Auch die Bands von Charlie Spivak und Charlie Barnet nahmen den Song 1944 auf. |
| The Ink Spots & Ella Fitzgerald with Instrumental Accompaniment                                   | Into Each Life Some Rain Must Fall Allan Roberts, Doris Fisher                                                                 | 04.11.1944 (Juke Box) | 8      | 1  | Decca 23 356     | B-Seite von I'm Making Believe. Auch die Bands von Charlie Spivak und Charlie Barnet nahmen den Song 1944 auf. |
| Harry James & his Orchestra                                                                       | Cherry Don Redman | 29.01.1944            | 1      | 10 | Columbia 36 683  | |
| Harry James & his Orchestra                                                                       | Cherry Don Redman | 19.02.1944 (Juke Box) | 5      | 6  | Columbia 36 683  | |
| Harry James & his Orchestra                                                                       | Estrellita (My Little Star) Manuel María Ponce                                                                                 | 23.09.1944 (Juke Box) | 2      | 12 | Columbia 36 729  | Das Original aus dem Jahr 1912 stammt von dem mexikanischen Folklore-Komponisten Manuel María Ponce (1882–1948). |
| Harry James & his Orchestra, Vocal Chorus by Dick Haymes                                          | I'll Get By (As Long as I Have You) Roy Turk, Fred E. Ahlert                                                                   | 22.04.1944            | 21     | 1  | Columbia 36 698  | |
| Harry James & his Orchestra, Vocal Chorus by Dick Haymes                                          | I'll Get By (As Long as I Have You) Roy Turk, Fred E. Ahlert                                                                   | 22.04.1944 (Juke Box) | 27     | 1  | Columbia 36 698  | |
| Louis Jordan & his Tympany Five                                                                   | G.I. Jive Johnny Mercer | 10.06.1944            | 14     | 3  | Decca 8659       | 1944 war Louis Jordan mit G.I.Five sowohl in der Harlem Hit-Parade als auch in den Pop-Charts erfolgreich. Mercer hatte beabsichtigt, ein Lied zu schreiben, das die Soldaten mögen, und das Lied war der größte Hit unter allen Liedern, die sich mit dem Leben der Soldaten im Zweiten Weltkrieg befassten.                                                                                         |
| Louis Jordan & his Tympany Five                                                                   | G.I. Jive Johnny Mercer | 06.05.1944 (Juke Box) | 25     | 1  | Decca 8659       | 1944 war Louis Jordan mit G.I.Five sowohl in der Harlem Hit-Parade als auch in den Pop-Charts erfolgreich. Mercer hatte beabsichtigt, ein Lied zu schreiben, das die Soldaten mögen, und das Lied war der größte Hit unter allen Liedern, die sich mit dem Leben der Soldaten im Zweiten Weltkrieg befassten.                                                                                         |
| Louis Jordan & his Tympany Five                                                                   | Is You Is Or Is You Ain't (Ma' Baby) (From Universal-Picture "Follow The Boys") Billy Austin, Louis Jordan                     | 02.09.1944            | 3      | 5  | Decca 8659       | B-Seite von G.I. Jive; Version des Stückes aus der Universal-Produktion Follow the Boys (1944, Regie A. Edward Sutherland). Der Song erreichte die #1 der US-Folk &Country-Charts, war für drei Wochen auf #2 der Popchart und auf #3 der R&B Chart. |
| Louis Jordan & his Tympany Five                                                                   | Is You Is Or Is You Ain't (Ma' Baby) (From Universal-Picture "Follow The Boys") Billy Austin, Louis Jordan                     | 29.07.1944 (Juke Box) | 19     | 2  | Decca 8659       | B-Seite von G.I. Jive; Version des Stückes aus der Universal-Produktion Follow the Boys (1944, Regie A. Edward Sutherland). Der Song erreichte die #1 der US-Folk &Country-Charts, war für drei Wochen auf #2 der Popchart und auf #3 der R&B Chart. |
| Stan Kenton & his Orchestra, Vocal by Anita O’Day                                                 | And Her Tears Flowed Like Wine Joe Greene, Charles Lawrence, Stan Kenton                                                       | 16.09.1944            | 11     | 4  | Capitol 166      | Her Tears Flowed Like Wine war Kentons erste kommerziell erfolgreiche Single. Sängerin Anita O’Day hatte den Afroamerikaner Jesse Price mit ins Studio gebracht und von Kenton verlangt, ihn an der Session mitwirken zu lassen. |
| Stan Kenton & his Orchestra, Vocal by Anita O’Day                                                 | And Her Tears Flowed Like Wine Joe Greene, Charles Lawrence, Stan Kenton                                                       | 30.09.1944 (Juke Box) | 13     | 8  | Capitol 166      | Her Tears Flowed Like Wine war Kentons erste kommerziell erfolgreiche Single. Sängerin Anita O’Day hatte den Afroamerikaner Jesse Price mit ins Studio gebracht und von Kenton verlangt, ihn an der Session mitwirken zu lassen. |
| Stan Kenton & his Orchestra, Vocal by Gene Howard                                                 | How Many Hearts Have You Broken Marty Symes, Al Kaufman                                                                        | 04.11.1944            | 1      | 9  | Capitol 166      | Den Titel spielten 1944/45 auch Tiny Hill and His Hilltoppers, Les Brown, Billie Rogers und Jimmy Joy & His Orchestra ein. |
| Stan Kenton & his Orchestra, Vocal by Gene Howard                                                 | How Many Hearts Have You Broken Marty Symes, Al Kaufman                                                                        | 18.11.1944 (Juke Box) | 2      | 14 | Capitol 166      | Den Titel spielten 1944/45 auch Tiny Hill and His Hilltoppers, Les Brown, Billie Rogers und Jimmy Joy & His Orchestra ein. |
| Stan Kenton & his Orchestra, Vocal by Red Dorris                                                  | Do Nothin' Till You Hear from Me Bob Russell, Duke Ellington                                                                   | 01.04.1944            | 1      | 10 | Capitol 145      | Neben dem Ellington-Orchester war der Song 1944 auch in den Versionen von Woody Herman, Billie Holiday, der Modernaires und der Delta Rhythm Boys populär. |
| The King Cole Trio                                                                                | Straighten Up and Fly Right Nat King Cole, Irving Mills                                                                        | 17.06.1944            | 2      | 9  | Capitol 154      | Bei seiner ersten Capitol-Session nahm das King Cole Trio „Straighten Up and Fly Right“ auf, eine Cole-Komposition, die die Gruppe bereits für den Film Here Comes Elmer (1943, Regie Joseph Santley) aufgenommen hatte. |
| The King Cole Trio                                                                                | Straighten Up and Fly Right Nat King Cole, Irving Mills                                                                        | 24.06.1944 (Juke Box) | 3      | 14 | Capitol 154      | Bei seiner ersten Capitol-Session nahm das King Cole Trio „Straighten Up and Fly Right“ auf, eine Cole-Komposition, die die Gruppe bereits für den Film Here Comes Elmer (1943, Regie Joseph Santley) aufgenommen hatte. |
| Evelyn Knight with Toots Camarata & his Orchestra                                                 | Dance with a Dolly (With a Hole in Her Stocking) Terry Shand, Jimmy Eaton                                                      | 14.10.1944            | 1      | 10 | Decca 18 614     | Dies war die Debüt-Platte der Sängerin Evelyn Knight (1917–2007). In den folgenden Jahren wurde der Song auch von den Andrews Sisters, Damita Jo, Bill Haley und Louis Prima gecovert. |
| Evelyn Knight with Toots Camarata & his Orchestra                                                 | Dance with a Dolly (With a Hole in Her Stocking) Terry Shand, Jimmy Eaton                                                      | 02.09.1944 (Juke Box) | 15     | 6  | Decca 18 614     | Dies war die Debüt-Platte der Sängerin Evelyn Knight (1917–2007). In den folgenden Jahren wurde der Song auch von den Andrews Sisters, Damita Jo, Bill Haley und Louis Prima gecovert. |
| Guy Lombardo & his Royal Canadians, Vocal Chorus by Billy Leach                                   | Speak Low (When You Speak, Love) (From "One Touch Of Venus") Kurt Weill, Ogden Nash                                            | 29.01.1944            | 8      | 6  | Decca 18 573     | Aus dem Broadway-Musical One Touch of Venus. Der Kurt-Weill-Titel wurde 1944 auch von Glenn Miller, Woody Herman, Boyd Raeburn, Nat King Cole und Jimmy Dorsey gespielt. |
| Guy Lombardo & his Royal Canadians, Vocal Chorus by Billy Leach                                   | Speak Low (When You Speak, Love) (From "One Touch Of Venus") Kurt Weill, Ogden Nash                                            | 04.03.1944 (Juke Box) | 7      | 5  | Decca 18 573     | Aus dem Broadway-Musical One Touch of Venus. Der Kurt-Weill-Titel wurde 1944 auch von Glenn Miller, Woody Herman, Boyd Raeburn, Nat King Cole und Jimmy Dorsey gespielt. |
| Guy Lombardo & his Royal Canadians, Vocal Chorus by the Lombardo Trio                             | Take It Easy (from MGM-Picture "Two Girls and a Sailor") Albert De Bru, Irving Taylor, Vic Mizzy                               | 01.04.1944 (Juke Box) | 5      | 11 | Decca 18 573     | B-Seite von Speak Low; Version des Stückes aus der MGM-Produktion Mein Schatz ist ein Matrose (1944) von Richard Thorpe, die im Original von Virginia O’Brien, Lee Wilde, Lyn Wilde und Lina Romay interpretiert wird. Hinter dem Autoren-Pseudonym Albert De Bru verbirgt sich Xavier Cugat. |
| Guy Lombardo & his Royal Canadians, Vocal Chorus by Skip Nelson & The Lombardo Trio               | It's Love-Love-Love Mack David, Joan Whitney, Alex Kramer                                                                      | 15.04.1944            | 10     | 1  | Decca 18 589     | Der Song wurde 1943/44 in den USA auch von Louis Armstrong, Les Brown, Jan Garber, Kay Kyser, Glenn Miller gecovert, Europa auch von The Squadronaires, Ernst van’t Hoff und Leo Souris. |
| Guy Lombardo & his Royal Canadians, Vocal Chorus by Skip Nelson & The Lombardo Trio               | It's Love-Love-Love Mack David, Joan Whitney, Alex Kramer                                                                      | 25.03.1944 (Juke Box) | 18     | 2  | Decca 18 589     | Der Song wurde 1943/44 in den USA auch von Louis Armstrong, Les Brown, Jan Garber, Kay Kyser, Glenn Miller gecovert, Europa auch von The Squadronaires, Ernst van’t Hoff und Leo Souris. |
| Guy Lombardo & his Royal Canadians, Vocal Chorus by Tony Craig                                    | Long Ago (and Far Away) (from Columbia Picture "Cover Girl") Jerome Kern, Ira Gershwin                                         | 22.07.1944 (Juke Box) | 2      | 11 | Decca 18 602     | Weitere Version des Stückes aus der Columbia-Produktion Es tanzt die Göttin. |
| Guy Lombardo & his Royal Canadians, Vocal Chorus by Tony Craig                                    | Together (Featured in David O. Selznick-Production "Since You Went Away") B. G. DeSylva, Lew Brown, Ray Henderson              | 21.10.1944 (Juke Box) | 8      | 7  | Decca 18 617     | Weitere Version des Stückes aus der Selznick-Produktion Als du Abschied nahmst. |
| Johnny Long & his Orchestra, Vocal Chorus by Patti Dugan                                          | No Love, No Nothin' (From 20th Century-Fox Picture "The Gang's All Here") Harry Warren, Leo Robin                              | 19.02.1944 (Juke Box) | 8      | 5  | Decca 4427       | Version des Songs aus dem 20th Century-Fox-Musical The Gang’s All Here. |
| Johnny Long & his Orchestra, Vocal Chorus by Patti Dugan                                          | Time Waits for No One (From Warner Bros. Picture "Shine On Harvest Moon") Cliff Friend, Charlie Tobias                         | 05.08.1944 (Juke Box) | 7      | 8  | Decca 4439       | Weitere Version des Stückes aus der Warner Bros.-Produktion Shine On, Harvest Moon. |
| Abe Lyman & his Californians, Vocal Refrain by Rose Blane                                         | Besame mucho Consuelo Velázquez, Sunny Skylar                                                                                  | 19.02.1944 (Juke Box) | 1      | 20 | Hit 7072         | |
| Enric Madriguera & his Orchestra, Vocal Refrain by Bob Lido                                       | I Love You (From "Mexican Hayride") Cole Porter                                                                                | 08.04.1944            | 1      | 7  | Hit 7077         | Version des Stückes aus dem von Michael Todd produzierten Broadway-Musical Mexican Hayride (1944). |
| Mary Martin with Toots Camarata & his Orchestra                                                   | I'll Walk Alone (From Universal-Picture "Follow The Boys") Jule Styne, Sammy Cahn                                              | 07.10.1944            | 7      | 6  | Decca 23 340     | Version des Stückes aus der Universal-Produktion Follow the Boys (1944, Regie A. Edward Sutherland), in dem ihn Dinah Shore vorstellt. |
| Mary Martin with Toots Camarata & his Orchestra                                                   | I'll Walk Alone (From Universal-Picture "Follow The Boys") Jule Styne, Sammy Cahn                                              | 04.11.1944 (Juke Box) | 7      | 11 | Decca 23 340     | Version des Stückes aus der Universal-Produktion Follow the Boys (1944, Regie A. Edward Sutherland), in dem ihn Dinah Shore vorstellt. |
| Johnny Mercer with Paul Weston & his Orchestra                                                    | G.I. Jive Johnny Mercer | 17.06.1944            | 1      | 13 | Capitol 141      | Mercer kombinierte Militärjargon mit Hipster-Slang. Seine eigene Aufnahme mit Paul Westons Orchester war ein Verkaufsschlager. |
| Johnny Mercer with Paul Weston & his Orchestra                                                    | G.I. Jive Johnny Mercer | 05.08.1944 (Juke Box) | 1      | 18 | Capitol 141      | Mercer kombinierte Militärjargon mit Hipster-Slang. Seine eigene Aufnahme mit Paul Westons Orchester war ein Verkaufsschlager. |
| The Merry Macs with Orchestra                                                                     | Mairzy Doats Milton Drake, Al Hoffman, Jerry Livingston                                                                        | 26.02.1944            | 9      | 2  | Decca 18 588     | Der 1943 veröffentlichte Novelty Song wurde zuerst von Al Trace und seinen Silly Symphonists auf dem Radiosender WOR in New York gespielt. Das Lied erreichte mehrere Male die Pop-Charts, am erfolgreichsten eine Version der Merry Macs. Das Lied war auch eine Nummer-1 beim Notenverkauf (Sheet Music), mit einem Umsatz von über 450.000 innerhalb der ersten drei Wochen nach Veröffentlichung. |
| The Merry Macs with Orchestra                                                                     | Mairzy Doats Milton Drake, Al Hoffman, Jerry Livingston                                                                        | 26.02.1944 (Juke Box) | 15     | 1  | Decca 18 588     | Der 1943 veröffentlichte Novelty Song wurde zuerst von Al Trace und seinen Silly Symphonists auf dem Radiosender WOR in New York gespielt. Das Lied erreichte mehrere Male die Pop-Charts, am erfolgreichsten eine Version der Merry Macs. Das Lied war auch eine Nummer-1 beim Notenverkauf (Sheet Music), mit einem Umsatz von über 450.000 innerhalb der ersten drei Wochen nach Veröffentlichung. |
| The Merry Macs with Orchestra                                                                     | Pretty Kitty Blue Eyes Vic Mitty, Mann Curtis                                                                                  | 19.08.1944 (Juke Box) | 12     | 7  | Decca 18 610     | |
| Glenn Miller & his Orchestra, Vocal Refrain by Ray Eberle                                         | Blue Rain Johnny Mercer, Jimmy Van Heusen                                                                                      | 22.01.1944            | 1      | 9  | Victor 20-1536   | Miller hatte die Nummer bereits im Oktober 1939 eingespielt; in dieser Zeit aufgenommen wurde sie auch vom Casa Loma Orchestra, Mildred Bailey, Tommy Dorsey, Bea Wain und Les Brown. |
| Glenn Miller & his Orchestra, Vocal Refrain by the Modernaires                                    | It Must Be Jelly ('Cause Jam Don't Shake Like That) George Dale Williams, J. C. MacGregor                                      | 26.02.1944 (Juke Box) | 2      | 16 | Victor 20-1546   | |
| The Mills Brothers                                                                                | Paper Doll Johnny S. Black | 01.01.1944            | 9      | 1  | Decca 18 318     | Paper Doll war der erfolgreichste Titel, den die Mills Brothers je aufnahmen; er wurde zu ihrer Erkennungsmelodie. 1944 wurde der Song auch von Wingy Manone, außerhalb der USA von Oscar Alemán, Fred Bohler und Robert De Kers eingespielt. |
| The Mills Brothers                                                                                | Paper Doll Johnny S. Black | 19.02.1944 (Juke Box) | 6      | 6  | Decca 18 318     | Paper Doll war der erfolgreichste Titel, den die Mills Brothers je aufnahmen; er wurde zu ihrer Erkennungsmelodie. 1944 wurde der Song auch von Wingy Manone, außerhalb der USA von Oscar Alemán, Fred Bohler und Robert De Kers eingespielt. |
| The Mills Brothers                                                                                | Till Then Guy Wood, Eddie Seiler, Sol Marcus                                                                                   | 30.09.1944            | 3      | 8  | Decca 18 599     | B-Seite von You Always Hurt the One You Love |
| The Mills Brothers                                                                                | Till Then Guy Wood, Eddie Seiler, Sol Marcus                                                                                   | 25.11.1944 (Juke Box) | 1      | 16 | Decca 18 599     | B-Seite von You Always Hurt the One You Love |
| The Mills Brothers                                                                                | You Always Hurt the One You Love Doris Fisher, Allan Roberts                                                                   | 01.07.1944            | 20     | 1  | Decca 18 599     | You Always Hurt the One You Love war er vierte Nummer-1-Hit der Mills Brothers und die zweite 78er, die über eine Million mal verkauft wurde. 1944 nahmen ihn auch Kay Starr, Charlie Spivak, Charlie Barnet und Bunk Johnson auf. |
| The Mills Brothers                                                                                | You Always Hurt the One You Love Doris Fisher, Allan Roberts                                                                   | 03.06.1944 (Juke Box) | 30     | 2  | Decca 18 599     | You Always Hurt the One You Love war er vierte Nummer-1-Hit der Mills Brothers und die zweite 78er, die über eine Million mal verkauft wurde. 1944 nahmen ihn auch Kay Starr, Charlie Spivak, Charlie Barnet und Bunk Johnson auf. |
| Vaughn Monroe & his Orchestra, Vocal Refrain by Marilyn Duke                                      | The Trolley Song (From the MGM-Film "Meet Me in St. Louis") Hugh Martin, Ralph Blane                                           | 23.12.1944            | 1      | 8  | Victor 20-1605   | Version des Stückes aus der MGM-Produktion Meet Me in St. Louis; die Filmversion erhielt 1945 eine Oscarnominierung für den besten Song. |
| Vaughn Monroe & his Orchestra, Vocal Refrain by Marilyn Duke                                      | The Trolley Song (From the MGM-Film "Meet Me in St. Louis") Hugh Martin, Ralph Blane                                           | 16.12.1944 (Juke Box) | 2      | 10 | Victor 20-1605   | Version des Stückes aus der MGM-Produktion Meet Me in St. Louis; die Filmversion erhielt 1945 eine Oscarnominierung für den besten Song. |
| Russ Morgan & his Orchestra                                                                       | Good Night, Wherever You Are Frank Weldon, Al Hoffman, Dick Robertson                                                          | 01.07.1944            | 3      | 6  | Decca 18 598     | „Good Night, Wherever You Are“ folgt dem Muster von Songs der Zeit wie „Goodnight Irene“ und „Goodnight My Love“. |
| Russ Morgan & his Orchestra                                                                       | Good Night, Wherever You Are Frank Weldon, Al Hoffman, Dick Robertson                                                          | 10.06.1944 (Juke Box) | 14     | 8  | Decca 18 598     | „Good Night, Wherever You Are“ folgt dem Muster von Songs der Zeit wie „Goodnight Irene“ und „Goodnight My Love“. |
| Russ Morgan & his Orchestra                                                                       | There Goes That Song Again (From Columbia-Picture "Carolina Blues") Jule Styne, Sammy Cahn                                     | 09.12.1944 (Juke Box) | 3      | 6  | Decca 18 625     | B-Seite von Dance with a Dolly (With a Hole in Her Stockin'); Version des Stückes aus der Columbia-Produktion Carolina Blues (1944) von Leigh Jason, die im Original von Harry Babbitt unter der Orchestralbegleitung von Kay Kyer interpretiert wird. |
| Russ Morgan & his Orchestra, Vocal Chorus by Al Jennings                                          | Dance with a Dolly (With a Hole in Her Stockin') Terry Shand, Jimmy Eaton, Mickey Leader                                       | 11.11.1944            | 7      | 3  | Decca 18 625     | Dies war die Überarbeitung eines älteren Lieds von Terry Shand (1904–1977), mit neuem Songtext von Jimmy Eaton und Mickey Leader. Auch Terry Shand selbst (Decca), Tony Pastor, Louis Prima und Cab Calloway nahmen den Song 1944 auf. |
| Russ Morgan & his Orchestra, Vocal Chorus by Al Jennings                                          | Dance with a Dolly (With a Hole in Her Stockin') Terry Shand, Jimmy Eaton, Mickey Leader                                       | 11.11.1944 (Juke Box) | 7      | 4  | Decca 18 625     | Dies war die Überarbeitung eines älteren Lieds von Terry Shand (1904–1977), mit neuem Songtext von Jimmy Eaton und Mickey Leader. Auch Terry Shand selbst (Decca), Tony Pastor, Louis Prima und Cab Calloway nahmen den Song 1944 auf. |
| Ella Mae Morse with Orchestra                                                                     | The Patty Cake Man Roy Jordan                                                                                                  | 30.09.1944 (Juke Box) | 3      | 10 | Capitol 163      | |
| Ella Mae Morse with Dick Walters & his Orchestra                                                  | Milkman, Keep Those Bottles Quiet (From MGM's "Broadway Rhythm") Don Raye, Gene De Paul                                        | 13.05.1944            | 2      | 10 | Capitol 151      | Version des Stückes aus der MGM-Produktion Broadway Rhythm, in dem es Nancy Walker und Ben Blue mit Tommy Dorsey & His Orchestra präsentieren. Auch Woody Herman, Tommy Dorsey, Boyd Raeburn und das Loumell Morgan Trio nahmen den Song 1944 auf. |
| Ella Mae Morse with Dick Walters & his Orchestra                                                  | Milkman, Keep Those Bottles Quiet (From MGM's "Broadway Rhythm") Don Raye, Gene De Paul                                        | 20.05.1944 (Juke Box) | 16     | 7  | Capitol 151      | Version des Stückes aus der MGM-Produktion Broadway Rhythm, in dem es Nancy Walker und Ben Blue mit Tommy Dorsey & His Orchestra präsentieren. Auch Woody Herman, Tommy Dorsey, Boyd Raeburn und das Loumell Morgan Trio nahmen den Song 1944 auf. |
| Ella Mae Morse with Dick Walters & his Orchestra                                                  | No Love, No Nothin' (From the 20th Century-Fox-Picture "The Gang's All Here") Harry Warren, Leo Robin                          | 05.02.1944            | 2      | 7  | Capitol 143      | B-Seite von Shoo-Shoo Baby; Version des Stückes aus der 20th Century-Fox-Produktion The Gang’s All Here. |
| Ella Mae Morse with Dick Walters & his Orchestra                                                  | No Love, No Nothin' (From the 20th Century-Fox-Picture "The Gang's All Here") Harry Warren, Leo Robin                          | 19.02.1944 (Juke Box) | 10     | 8  | Capitol 143      | B-Seite von Shoo-Shoo Baby; Version des Stückes aus der 20th Century-Fox-Produktion The Gang’s All Here. |
| Ella Mae Morse with Dick Walters & his Orchestra                                                  | Shoo-Shoo Baby (From the Universal-Picture "Three Cheers For The Boys") Phil Moore                                             | 01.01.1944            | 14     | 4  | Capitol 143      | Version des Stückes aus der Universal-Produktion Follow the Boys, in dem er von den Andrew Sisters vorgestellt wurde. Shoo Shoo Baby war einer der beliebtesten Songs der Kriegsjahre in den USA; er wurde auch in zahlreichen Film-Musicals der Zeit eingesetzt, wie Follow the Boys (1944) und South of Dixie (1944, Regie Jean Yarbrough), in dem ihm Morse sang.                                  |
| Ella Mae Morse with Dick Walters & his Orchestra                                                  | Shoo-Shoo Baby (From the Universal-Picture "Three Cheers For The Boys") Phil Moore                                             | 19.02.1944 (Juke Box) | 7      | 4  | Capitol 143      | Version des Stückes aus der Universal-Produktion Follow the Boys, in dem er von den Andrew Sisters vorgestellt wurde. Shoo Shoo Baby war einer der beliebtesten Songs der Kriegsjahre in den USA; er wurde auch in zahlreichen Film-Musicals der Zeit eingesetzt, wie Follow the Boys (1944) und South of Dixie (1944, Regie Jean Yarbrough), in dem ihm Morse sang.                                  |
| Ella Mae Morse with Dick Walters & his Orchestra                                                  | Tess's Torch Song (I Had A Man) (from "Up in Arms") Harold Arlen, Ted Koehler                                                  | 20.05.1944 (Juke Box) | 5      | 13 | Capitol 151      | Version des Stückes aus der RKO-Produktion Up in Arms (1944) von Elliott Nugent, die im Original von Dinah Shore interpretiert wird. |
| Tony Pastor & his Orchestra                                                                       | Dance with a Dolly (With a Hole in Her Stocking) terry Shand, Jimmy Eaton, Mickey Leader                                       | 11.11.1944 (Juke Box) | 8      | 9  | Bluebird 30-0827 | |
| The Pied Pipers with Paul Weston & his Orchestra                                                  | Mairzy Doats Milton Drake, Al Hoffman, Jerry Livingston                                                                        | 08.04.1944            | 1      | 8  | Capitol 148      | |
| The Pied Pipers with Paul Weston & his Orchestra                                                  | The Trolley Song Hugh Martin, Ralph Blane                                                                                      | 21.10.1944            | 9      | 2  | Capitol 168      | |
| The Pied Pipers with Paul Weston & his Orchestra                                                  | The Trolley Song Hugh Martin, Ralph Blane                                                                                      | 28.10.1944 (Juke Box) | 9      | 3  | Capitol 168      | |
| Richard Rodgers & Oscar Hammerstein II feat. Members of the Original New York Production          | Oklahoma! - Selections from the Theatre Guild Musical Play -                                                                   | 08.01.1944            | 1      | 10 | Decca A-359      | Bei Decca erschien ein Album mit sechs 78ern mit Musik der Aufführung Rodgers and Hammerstein's Oklahoma!, eine Auswahl aus dem Theatergilde-Musikstück von Mitgliedern der Original New Yorker Produktion mit Chor und Orchester unter der Leitung von Jay Blackton. |
| David Rose & his Orchestra                                                                        | Holiday for Strings David Rose                                                                                                 | 19.02.1944            | 19     | 2  | Victor 27 853    | |
| David Rose & his Orchestra                                                                        | Holiday for Strings David Rose                                                                                                 | 18.03.1944 (Juke Box) | 10     | 8  | Victor 27 853    | |
| David Rose & his Orchestra                                                                        | Poinciana (Song of the Tree) Buddy Bernier, Nat Simon                                                                          | 18.03.1944 (Juke Box) | 4      | 11 | Victor 20-1554   | Instrumentalversion des Jazz-Standards aus dem Jahr 1936. |
| Andy Russell with Al Sack & his Orchestra                                                         | Amor (From MGM-Picture "Broadway Rhythm") Sunny Skylar, Ricardo López Méndez, Gabriel Ruiz                                     | 03.06.1944            | 8      | 5  | Capitol 156      | Version des Stückes aus der MGM-Produktion Broadway Rhythm. |
| Andy Russell with Al Sack & his Orchestra                                                         | Amor (From MGM-Picture "Broadway Rhythm") Sunny Skylar, Ricardo López Méndez, Gabriel Ruiz                                     | 01.07.1944 (Juke Box) | 8      | 8  | Capitol 156      | Version des Stückes aus der MGM-Produktion Broadway Rhythm. |
| Andy Russell with Al Sack & his Orchestra                                                         | Bésame mucho (Kiss Me Much) Consuelo Velázquez, Sunny Skylar                                                                   | 22.04.1944            | 2      | 10 | Capitol 149      | |
| Andy Russell with Paul Weston & his Orchestra                                                     | What a Diff'rence a Day Made Johnny Lange, Jimmy Kennedy, Jimmy Nolan                                                          | 28.10.1944            | 3      | 16 | Capitol 167      | |
| Artie Shaw & his Orchestra                                                                        | It Had to Be You Gus Kahn, Isham Jones                                                                                         | 04.11.1944            | 1      | 10 | Victor 20-1593   | „It Had to Be You“, eine Nummer aus den 1920er-Jahren, wurde 1944 auch von Nat King Cole, Art Tatum & The Les Paul Trio, Harry James, Tommy Dorsey, Edmond Hall/Teddy Wilson, Louis Armstrong und Erroll Garner aufgenommen. |
| Dinah Shore & with Mixed Chorus                                                                   | I'll Walk Alone (From The Universal-Film "Follow The Boys") Jule Styne, Sammy Cahn                                             | 12.08.1944            | 20     | 1  | Victor 20-1586   | Version des Stückes aus der Universal-Produktion Follow The Boys. |
| Dinah Shore & with Mixed Chorus                                                                   | I'll Walk Alone (From The Universal-Film "Follow The Boys") Jule Styne, Sammy Cahn                                             | 12.08.1944 (Juke Box) | 20     | 1  | Victor 20-1586   | Version des Stückes aus der Universal-Produktion Follow The Boys. |
| Frank Sinatra, Vocal Chorus by the Bobby Tucker Singers                                           | I Couldn't Sleep a Wink Last Night (From "Higher And Higher") Harold Adamson, Jimmy McHugh                                     | 12.02.1944            | 8      | 5  | Columbia 36 687  | Version des Stückes aus der RKO-Produktion Higher and Higher; die Filmversion erhielt 1945 eine Oscarnominierung für den besten Song. |
| Frank Sinatra, Vocal Chorus by the Bobby Tucker Singers                                           | I Couldn't Sleep a Wink Last Night (From "Higher And Higher") Harold Adamson, Jimmy McHugh                                     | 26.02.1944 (Juke Box) | 14     | 4  | Columbia 36 687  | Version des Stückes aus der RKO-Produktion Higher and Higher; die Filmversion erhielt 1945 eine Oscarnominierung für den besten Song. |
| Frank Sinatra with Harry James & his Orchestra                                                    | Every Day of My Life Harry James, Morty Berk, Billy Hays                                                                       | 10.06.1944 (Juke Box) | 1      | 17 | Columbia 36 700  | |
| Jo Stafford with Paul Weston & his Orchestra                                                      | I Love You (From "Mexican Hayride") Cole Porter                                                                                | 29.04.1944            | 4      | 8  | Capitol 153      | B-Seite von Long Ago (and Far Away); Version des Stückes aus dem von Michael Todd produzierten Broadway-Musical Mexican Hayride (1944). |
| Jo Stafford with Paul Weston & his Orchestra                                                      | It Could Happen to You (From Paramount-Picture "And the Angels Sing") Johnny Burke, Jimmy Van Heusen                           | 30.09.1944            | 1      | 10 | Capitol 158      | Version des Stückes aus der Paramount-Produktion And the Angels Sing (1944, Regie George Marshall), in dem er von Dorothy Lamour vorgestellt wird. |
| Jo Stafford with Paul Weston & his Orchestra                                                      | Long Ago (and Far Away) (From Columbia's "Cover Girl") Jerome Kern, Ira Gershwin                                               | 13.05.1944            | 12     | 6  | Capitol 153      | Version des Stückes aus der Columbia-Produktion Es tanzt die Göttin. „Long Ago (and Far Away)“ war der erfolgreichste Song, den Ira Gershwin je geschrieben hat. |
| Jo Stafford with Paul Weston & his Orchestra                                                      | Long Ago (and Far Away) (From Columbia's "Cover Girl") Jerome Kern, Ira Gershwin                                               | 20.05.1944 (Juke Box) | 8      | 11 | Capitol 153      | Version des Stückes aus der Columbia-Produktion Es tanzt die Göttin. „Long Ago (and Far Away)“ war der erfolgreichste Song, den Ira Gershwin je geschrieben hat. |
| Maxine Sullivan                                                                                   | My Ideal Richard A. Whiting, Newell Chase                                                                                      | 19.02.1944 (Juke Box) | 1      | 19 | Decca 18 555     | |
| The Three Suns                                                                                    | Twilight Time Morty Nevins, Artie Dunn                                                                                         | 09.12.1944 (Juke Box) | 1      | 14 | Hit 7092         | |
| The Three Suns, Vocal Refrain by Artie Dunn                                                       | How Many Hearts Have You Broken Marty Symes, Al Kaufman                                                                        | 12.08.1944 (Juke Box) | 17     | 7  | Hit 7092         | B-Seite von Twilight Time. |
| Martha Tilton with Orchestra                                                                      | I´ll Walk Alone (From Universal-Picture "Follow The Boys") Sammy Cahn, Jule Styne                                              | 05.08.1944            | 18     | 5  | Capitol 157      | Version des Stückes aus der Universal-Produktion Follow The Boys. Neben Dinah Shore (Victor), Mary Martin (Decca), Louis Prima (Hit) war auch die Sängerin Martha Tilton mit dem Song 1944 erfolgreich. |
| Martha Tilton with Orchestra                                                                      | I´ll Walk Alone (From Universal-Picture "Follow The Boys") Sammy Cahn, Jule Styne                                              | 29.07.1944 (Juke Box) | 22     | 4  | Capitol 157      | Version des Stückes aus der Universal-Produktion Follow The Boys. Neben Dinah Shore (Victor), Mary Martin (Decca), Louis Prima (Hit) war auch die Sängerin Martha Tilton mit dem Song 1944 erfolgreich. |
| Al Trace & his Silly Symphonists with Red Maddock                                                 | Mairzy Doats Milton Drake, Al Hoffman, Jerry Livingston                                                                        | 19.02.1944            | 3      | 7  | Hit 8079         | Die Silly Symphonists waren „eine Band innerhalb einer Band“, die 1933 auf der Chicago World Fair auftrat. Schlagzeuger Red Maddock, Bassist Dave DeVore und Nate Wexler, die fast alles spielten, waren die Hauptakteure. Die Band, die in Schallplatte, Radio, Film und Fernsehen zu erleben war, hatte ihren größten Erfolg bei der Popularisierung von „Mairzy Doats“.                            |
| Al Trace & his Silly Symphonists with Red Maddock                                                 | Mairzy Doats Milton Drake, Al Hoffman, Jerry Livingston                                                                        | 26.02.1944 (Juke Box) | 6      | 7  | Hit 8079         | Die Silly Symphonists waren „eine Band innerhalb einer Band“, die 1933 auf der Chicago World Fair auftrat. Schlagzeuger Red Maddock, Bassist Dave DeVore und Nate Wexler, die fast alles spielten, waren die Hauptakteure. Die Band, die in Schallplatte, Radio, Film und Fernsehen zu erleben war, hatte ihren größten Erfolg bei der Popularisierung von „Mairzy Doats“.                            |
| Lawrence Welk & his Orchestra, Vocal Chorus by Jayne Walton                                       | Is My Baby Blue Tonight Lou Handman, William Tracey                                                                            | 06.05.1944            | 3      | 13 | Decca 4438       | |
| Lawrence Welk & his Orchestra, Vocal Chorus by Wayne March                                        | Don't Sweetheart Me Cliff Friend, Charlie Tobias                                                                               | 06.05.1944            | 2      | 8  | Decca 4434       | Welks erste Chartsingle war im Jahr 1944 „Don't Sweetheart Me“ auf Decca. |
| Lawrence Welk & his Orchestra, Vocal Chorus by Wayne March                                        | Don't Sweetheart Me Cliff Friend, Charlie Tobias                                                                               | 08.04.1944 (Juke Box) | 18     | 2  | Decca 4434       | Welks erste Chartsingle war im Jahr 1944 „Don't Sweetheart Me“ auf Decca. |
| Bob Wills & his Texas Playboys, Vocal by Leon Huff                                                | We Might As Well Forget It Johnny Bond                                                                                         | 14.10.1944            | 1      | 11 | Okeh 6722        | |